# Karel Jančák
Karel Jančák (10. července 1964 Praha – 26. července 2012 Chotěboř) byl český rockový kytarista. Svou první skupinu Antitma 16 založil v sedmdesátých letech. V roce 1987 stál u zrodu skupiny Michael's Uncle a o něco později hrál ve skupině Egypt. V roce 1988 se stal členem nové skupiny Milana Hlavsy s názvem Půlnoc. S Půlnocí odjel na turné do USA, kde zůstal i po ukončení turné a domů se vrátil až v devadesátých letech. V USA se krátce také věnoval hudbě, ale následně přestal a byl závislý na drogách. Po návratu do Chotěboře založil s Martinem Dopitou (bg), Pavlem Muniou (dr) a Liborem Frajdlem (voc) uskupení Masox, které žilo aktivně 2 roky.
Karel Jančák byl rozvedený. Z manželství s Monikou měl jednoho syna.